# Mateo Pumacahua
Mateo García Pumacahua Chihuantito (Chinchero, Cuzco, 21 septembre 1740 ‒ Sicuani, Cuzco, le 17 mars 1815) était un militaire et fonctionnaire d’origine indigène, en activité dans la vice-royauté  du Pérou. Il prit la tête de la |révolte de Cuzco de 1814, mit un temps en échec les troupes espagnoles, constitua en août 1814, conjointement avec d’autres personnalités, tant indiennes que d’origine européenne, un comité de gouvernement à Cuzco, mais fut totalement vaincu par les Espagnols en mars 1815 et condamné à mort. Il passe aujourd’hui pour l’une des grandes figures de l’indépendance du Pérou.

## Biographie
Il naquit en 1740 et hérita de la charge traditionnelle de cacique, ayant sous sa tutelle Chinchero, son village natal, Maras, Guayllabamba, Umasbamba et Sequecancha. 
Se plaçant à la tête de milices indigènes, il combattit José Gabriel Condorcanqui, alias Túpac Amaru II, durant la révolte que celui-ci mena en 1780 et 1781, et appuya l’autorité espagnole par ses approvisionnements et ses hommes. Parallèlement, il acquit du prestige auprès de la noblesse inca, et fut élu en 1802 Alférez Real de los Incas, titre honorifique conféré par les autorités espagnoles aux membres de la noblesse inca ayant juré fidélité au roi d’Espagne et les habilitant en particulier à figurer comme maître de cérémonie lors de grandes festivités religieuses.
En outre, il apporta son concours aux campagnes de « pacification » qui suivirent la défaite des rebelles indigènes. En reconnaissance de ses services, il fut élevé au rang de militaire, et réussit à monter au grade de colonel d’infanterie dans l’armée espagnole ; l’histoire le reconnaît comme brigadier, grade équivalant à général de brigade dans la hiérarchie militaire actuelle. En 1811, il appuya la campagne menée par le brigadier Goyeneche dans le Haut-Pérou. En 1813, alors qu’il faisait partie de la Real Audiencia de Cuzco, dont il était parvenu à être président suppléant en 1807, il eut à prendre connaissance de la Constitution libérale espagnole de 1812 et des nombreuses lois des Indes, qui ne devaient jamais être mises en application.
En dépit de son âge avancé — il avait alors 72 ans —, il se joignit aux autres chefs indiens mécontents et aux criollos (Européens nés dans les colonies) libéraux pour exiger la mise en application de la Charte espagnole de 1812. Aux côtés du criollo originaire d’Apurímac, José Angulo, et de deux officiers de l’armée, le colonel Domingo Luis Astete et le lieutenant-colonel Juan Tomás Moscoso, il constitua à Cuzco, le 3 août 1814, un comité de gouvernement selon les termes de ladite Constitution et appela le peuple à mettre celle-ci en œuvre par les armes. Ensuite, ayant pris la tête d’un corps expéditionnaire, il fit mouvement vers Arequipa, vainquit les Espagnols à La Apacheta le 9 novembre, et entra dans la ville le lendemain.
Le 30 novembre 1814, devant l’approche des forces royalistes, Pumacahua se résigna à abandonner Arequipa et s’attacha désormais à renforcer ses positions dans les régions de Cuzco et de Puno. Cependant, le 11 mars 1815, l’armée rebelle subit aux environs d’Umachiri (Puno) une écrasante défaite ; Pumacahua fut fait prisonnier et emmené à Sicuani, où il passa en jugement et fut condamné à la mort par décapitation, verdict exécuté le 17 mars.
Les proclamations, ainsi que la missive adressée au vice-roi du Pérou José Fernando de Abascal y Sousa, marquis de la Concordia, signées par le comité de gouvernement de Cuzco en août 1814, présentent le mérite d’exprimer une aspiration à la souveraineté fondée sur des lois librement adoptées. Son souvenir s’est inscrit dans la mémoire collective cuzquène, et la famille Pumacahua est à l’heure actuelle une famille très estimée à Cusco. Son dernier descendant est Enrique Pumacahua Moscoso, qui fut décoré pour l’exploit de son ancêtre.